# Ratkovo
Ratkovo és un poble i municipi d'Eslovàquia que es troba a la regió de Žilina, al centre-nord del país. El 2021 tenia 194 habitants.

## Demografia
| Godina             | 1994 | 2004   | 2014   | 2024    |
| ------------------ | ---- | ------ | ------ | ------- |
| Nombre de persones | 175  | 187    | 181    | 213     |
| Diferència         |      | +6,85% | −3,20% | +17,67% |

| Godina             | 2023 | 2024   |
| ------------------ | ---- | ------ |
| Nombre de persones | 212  | 213    |
| Diferència         |      | +0,47% |